# 푸에르토라크루스

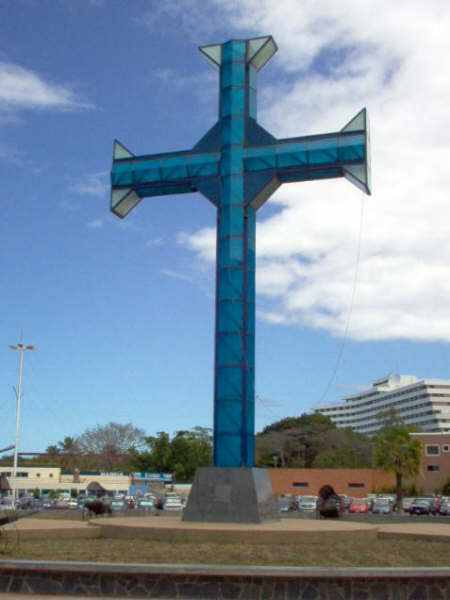
푸에르토라크루스의 랜드마크인 대형 십자가

푸에르토라크루스(Puerto la Cruz)는 베네수엘라 안소아테기 주에 있는 도시이다. 약 454,312명이 거주하고 있다.